# Danijela Drakulović Stamatović
Danijela Drakulović Stamatović (Podgorica, 25. rujna 1976.), crnogorska akademska slikarica

## Životopis
Rodila se 25. rujna 1976. godine u Titogradu, današnjoj Podgorici. Na Cetinju je završila Fakultet likovnih umjetnosti 2002. godine u klasi profesora Dragana Karadžića. Članica je ULUCG-a od 2006. godine. 
Djela joj se nalaze u galerijama i privatnim zbirkama u Crnoj Gori, Bosni i Hercegovini, Hrvatskoj, Italiji, Nizozemskoj, SAD, Sloveniji, Srbiji, Švedskoj, Turskoj i Ujedinjenom Kraljevstvu. Samostalno je izlagala u Crnoj Gori, u Podgorici, Petrovcu i Tivtu (Muzej i galerija Tivat) te u Srbiji na Zlatiboru.
Sudionica Cetinjskog bijenala 2002. godine djelom Rekonstrukcija.  Suradnica s četirima kolegama na izradi mozaika ugrađenog u zgradu Ruskog poslanstva na Cetinju, današnjeg Ministarstva vanjskih poslova Crne Gore. Predstavljala je 2018. Crnu Goru u Turskoj na Art Simpoziju "Kalpak festival" Istanbul - Sarkoy - Tekirdag.